# Cecilija Rudić
Cecilija Rudić hrvatska je pjevačica i televizijska voditeljica. 
Rođena je u Slavoniji, gdje je i odrasla u obitelji s bratom i dvije sestre. Djevojački se prezivala Balikić. Svoju glazbenu karijeru započela je kao članica crkvenog i školskog zbora te KUD-a „Slavonska vila” iz Marijanaca, gdje je bila glavna vokalna solistica. Profesionalnu karijeru započinje 1998. godine debitantskom pjesmom „Šic, šic macane” na festivalu „Zlatne žice Slavonije” u Požegi. Pjesma je postala poznata kao „ženski bećarac” i označila je početak njezine glazbene karijere.
Široj javnosti postala je poznata kao voditeljica televizijskih emisija „Slavonsko veselje” na Osječkoj televiziji i „Zvjezdani show” na Mreži TV. Godine 2016. dobila je nekoliko prestižnih glazbenih nagrada u Hrvatskoj, uključujući „Zlatnu ploču”, te je bila nominirana za pet kategorija nagrade Porin. Njezin album „Maska” prodan je u više od 10.000 primjeraka.
Iako je karijeru započela u tamburaškoj glazbi, kasnije se okrenula pop-zabavnom žanru. Među njenim poznatijim pjesmama su: „Bećaruša”, „Hoću lom”, „Dika mornar”, „Slavonija lijepa”, „Mangup” i „Hej mladosti”.
Pobijedila je na 14. Svjetskom festivalu tamburaške glazbe (Tamburicafest) u Novom Sadu s pjesmom „Daljine”.

## Diskografija
- “Maska”, 2014.
- „Bolje da se volimo”, 2020.